# Duane Erwin
Duane Kentrell Erwin (Huntsville, 1º agosto 1982) è un ex cestista statunitense, professionista nella NBDL e in Europa.

## Palmarès
- Campione NIT (2002)
- LNA Center of the Year (2008)